# میلی آلکاک
میلی آلکاک (انگلیسی: Milly Alcock؛ زادهٔ ۱۱ آوریل ۲۰۰۰) بازیگر استرالیایی است. او برای بازی در سریال ایستاده (۲۰۱۹–۲۰۲۲) از فاکس‌تل نامزد دریافت جایزه اکتا شد. او نخستین حضور بین‌المللی خود را در نقش رینیرا تارگرین جوان سریال تلویزیونی خاندان اژدها (۲۰۲۲) داشت.
آلکاک توسط انجمن بازیگران استرالیا به عنوان یک «ستاره در حال ظهور» در سال ۲۰۱۸ معرفی شد. او نقش‌هایی فرعی در درام نمایشی فصل مبارزه (۲۰۱۸)، سریال نتفلیکس پاین گپ (۲۰۱۸)، سریال ایستاده و سحرگاه (۲۰۲۰) و تریلر جنایی حسابرسی (۲۰۲۰) داشته‌است.

## فیلم‌شناسی

### فیلم و تلویزیون
| سال       | عنوان                  | نقش                           | یادداشت‌ها |
| --------- | ---------------------- | ----------------------------- | --- |
| ۲۰۱۴      | واندرلند               | دختر نوجوان ۱                 | ۱ قسمت |
| ۲۰۱۷      | جنت کینگ               | سیندی جکسون                   | ۳ قسمت |
| ۲۰۱۷      | های لایف               | ایزابلا بارت                  | ۶ قسمت؛ مینی‌سریال؛ انگلیسی: High Life                                                                           |
| ۲۰۱۸      | مکانی برای خانه خواندن | اما کارولث                    | ۴ قسمت |
| ۲۰۱۸      | مدرسه                  | جین                           | فیلم بلند؛ انگلیسی: The School                                                                                  |
| ۲۰۱۸      | فصل مبارزه             | مایا نوردنفلت                 | ۶ قسمت |
| ۲۰۱۸      | پاین گپ                | ماریسا کمپبل                  | ۵ قسمت |
| ۲۰۱۹      | له نورتون              | سیان گالیز                    | ۴ قسمت |
| ۲۰۲۰      | سحرگاه                 | جنی مک گینتی                  | ۷ قسمت |
| ۲۰۲۰      | آشنایان                | آلیسون                        | فیلم کوتاه؛ انگلیسی: The Familiars                                                                              |
| ۲۰۱۹–۲۰۲۰ | حسابرسی                | سم سراتو                      | ۱۰ قسمت |
| ۲۰۱۹–۲۰۲۲ | ایستاده                | مگ                            | ۹ قسمت |
| ۲۰۲۲      | خاندان اژدها           | پرنسس رینیرا تارگرین (نوجوان) | نقش اصلی؛ ۵ قسمت: «وارثان اژدها»، «شاهزاده سرکش»، «دوم در نامش»، «پادشاه دریای باریک» و «ما راه را روشن می‌کنیم» |
| ۲۰۲۵      | سوپرمن                 | کارا زور-ال/سوپرگرل           | |
| ۲۰۲۶      | سوپرگرل: زن فردا       | کارا زور-ال/سوپرگرل           | درتاریخ 26 ژوئن 2026 در Imax اکران میشود.                                                                       |